# 온비앙
온비앙(온누리비전 국악앙상블)은 대한민국의 음악 그룹이다.

## 방송
- 우리소리 찬양한마당 (2022) - 창작상

## 음반
- 특별한 초대 (2006)
- Onviang - Special Invitation (2010)
- Onviang 2nd - Onviang Blessing (2011)
- 온비앙 국악찬양 Vol.3 - 물맷돌의 고백 (2015)
- 파도 24.5 (2019)
- 나로 인한, 나를 위한 (2022)
- 제1회 국악찬양 오디션 우리소리 찬양한마당 (2022)